# Università di Nancy
L'Università di Nancy è un'università francese situata nella città di Nancy, nel dipartimento Meurthe-et-Moselle (Lorena). Attualmente comprende un gruppo di istituti di istruzione superiore suddivisi in base alla loro competenza tra cui l'Università di Nancy I (Scienza), Università di Nancy II (arti e scienze umane) e Politecnico di Lorena (Ingegneria).

## Storia
L'Università di Nancy fu fondata nel 1572 nella città di Pont-à-Mousson da Carlo III e da Carlo di Lorena.
Poco dopo l'annessione del Ducato di Lorena in Francia nel 1769, l'università fu spostata a Nancy per editto reale di Luigi XV nello stesso anno.
Nel 1793, a seguito della rivoluzione, l'università venne chiusa e fu riaperta nel 1864.
Nel 1970 l'università è stata divisa in tre entità: Università di Nancy I, Nancy II Università e Politecnico di Lorena.
Nel 2005 le tre università si sono raggruppate in una federazione universitaria con il nome di Nancy-Université. A queste tre università, nel 2012 si è unità anche l'Università di Metz, portando così alla nascita dell'Università della Lorena, con sedi sia a Nancy che a Metz.

## Biblioteche
L'Università di Nancy ha diverse biblioteche accademiche. La biblioteca accademica dell'Università di Nancy 2, è stata aperta dal presidente francese Albert Lebrun, questa biblioteca contiene circa 500 000 documenti, di cui almeno 250 000 libri in 35 sedi.

## Facoltà
L'Università di Nancy onta oggi con circa 18.000 studenti, 45 laboratori di ricerca, 2.500 lavoratori amministrativi. Si basa soprattutto verso studi scientifici e medici.
Facoltà
- Scienze tecniche
- medicina
- farmacia
- chirurgia dentale
- sport

Laboratori universitari principali:
- computer, elettronica e matematica
- fisica, chimica
- energia meccanica
- geoscienze
- chimica molecolare
- biologia